# Европско првенство у атлетици у дворани 1973 — скок увис за жене
Такмичење у скоку увис у женској конкуренцији на 4. Европском првенству у атлетици у дворани 1973. одржано је 11. марта 1973. године у Арени Ахој у Ротердаму, Холандија.
Титулу европске првакиње освојену на Европском првенству у дворани 1972. у Греноблу није бранила Рита Шмит из Источне Немачке.

## Земље учеснице
Учествовало је 17 атлетичарки из 12 земаља.
1. Аустрија  (1)
2. Бугарска (1)
3. Данска (1)
4. Западна Немачка (1)
5. Италија (1)
6. Источна Немачка (2)
7. Мађарска (2)
8. Југославија (1)
9. Уједињено Краљевство (1)
10. Француска (1)
11. Холандија (3)
12. Чехословачка (2)

## Рекорди
Извор:
| Рекорди пре почетка Европског првенства у дворани 1973.     | Рекорди пре почетка Европског првенства у дворани 1973. | Рекорди пре почетка Европског првенства у дворани 1973. | Рекорди пре почетка Европског првенства у дворани 1973. | Рекорди пре почетка Европског првенства у дворани 1973. | Рекорди пре почетка Европског првенства у дворани 1973. |
| ----------------------------------------------------------- | ------------------------------------------------------- | ------------------------------------------------------- | ------------------------------------------------------- | ------------------------------------------------------- | ------------------------------------------------------- |
| Светски рекорд у дворани                                    | Рита Вичас                                              | Источна Немачка                                         | 1,91                                                    | Берлин, Немачка                                         | 28. јануар 1973.                                        |
| Светски рекорд у дворани                                    | Јорданка Благоева                                       | Бугарска                                                | 1,91                                                    | Софија, Бугарска                                        | 18. фебруар 1973.                                       |
| Европски рекорд у дворани                                   | Рита Вичас                                              | Источна Немачка                                         | 1,91                                                    | Берлин, Немачка                                         | 28. јануар 1973.                                        |
| Европски рекорд у дворани                                   | Јорданка Благоева                                       | Бугарска                                                | 1,91                                                    | Софија, Бугарска                                        | 18. фебруар 1973.                                       |
| Рекорди европских првенстава у дворани                      | Рита Шмит                                               | Источна Немачка                                         | 1,90                                                    | Гренобл, Француска                                      | 12, март 1972.                                          |
| Рекорди после завршеног Европског првенства у дворани 1973. |                                                         |                                                         |                                                         |                                                         |                                                         |
| Светски рекорд                                              | Јорданка Благоева                                       | Бугарска                                                | 1,92                                                    | Ротердам, Холандија                                     | 11. март 1973.                                          |
| Европски рекорд у дворани                                   | Јорданка Благоева                                       | Бугарска                                                | 1,92                                                    | Ротердам, Холандија                                     | 11. март 1973.                                          |
| Рекорди европских првенстава у дворани                      | Јорданка Благоева                                       | Бугарска                                                | 1,92                                                    | Ротердам, Холандија                                     | 11. март 1973.                                          |

## Освајачи медаља
|                            |                                   |                               |
| Јорданка Благоева Бугарска | Рита Гилдемајстер Источна Немачка | Милада Карбанова Чехословачка |

## Резултати
Извор:

### Финале
| Пласман | Атлетичарка         | Земља                | Резултат | Белешка              |
| ------- | ------------------- | -------------------- | -------- | -------------------- |
|         | Јорданка Благоева   | Бугарска             | 1,92     | СРд, ЕРд, РЕПд, НРд. |
|         | Рита Гилдемајстер   | Источна Немачка      | 1,86     |                      |
|         | Милада Карбанова    | Чехословачка         | 1,86     |                      |
| 4.      | Розмари Витчас      | Источна Немачка      | 1,86     |                      |
| 5.      | Андеа Матаи         | Мађарска             | 1,84     |                      |
| 6.      | Мирослава Хибнерова | Чехословачкс         | 1,84     |                      |
| 7.      | Илона Гузенбауер    | Аустрија             | 1,84     |                      |
| 8.      | Ерика Рудолф        | Мађарска             | 1,82     |                      |
| 9..     | Сара Симеони        | Италија              | 1,82     |                      |
| 10.     | Снежана Хрепевник   | Југославија          | 1,80     |                      |
| 11.     | Марија Алерс        | Холандија            | 1,80     |                      |
| 12.     | Анемике Баума       | Холандија            | 1,80     |                      |
| 13.     | Мике ван Дорн       | Холандија            | 1,78     |                      |
| 14.     | Бригите Герз        | Западна Немачка      | 1,78     |                      |
| 15.     | Грит Ејструп        | Данска               | 1,73     |                      |
| 16.     | Глорис Борфига      | Француска            | 1,70     |                      |
| 17.     | Мари Питерс         | Уједињено Краљевство | 1,78     |                      |

## Укупни биланс медаља у скоку увис за жене после 4. Европског првенства у дворани 1970—1973.
|    | Земља           |   |   |   |    |
| -- | --------------- | - | - | - | -- |
| 1. | Источна Немачка | 1 | 2 | 1 | 4  |
| 2. | Бугарска        | 1 | 0 | 1 | 2  |
| 2. | Чехословачка    | 1 | 0 | 1 | 2  |
| 4. | Аустрија        | 1 | 0 | 0 | 1  |
| 5. | Румунија        | 0 | 1 | 1 | 2  |
| 6. | Совјетски Савез | 0 | 1 | 0 | 1  |
|    | Укупно {6}      | 4 | 4 | 4 | 12 |

|    | Атлетичарка       | Земља           |   |   |   |   |
| -- | ----------------- | --------------- | - | - | - | - |
| 1, | Јорданка Благоева | Источна Немачка | 1 | 0 | 1 | 2 |
| 1, | Милада Карбанова  | Чехословачка    | 1 | 0 | 1 | 2 |
| 1, | Рита Шмит         | Источна Немачка | 1 | 0 | 1 | 2 |
| 4. | Рита Гилдемајстер | Источна Немачка | 0 | 2 | 0 | 2 |
| 5. | Корнелија Попеску | Румунија        | 0 | 1 | 1 | 2 |